# 後堀河院民部卿典侍
後堀河院民部卿典侍（ごほりかわいんのみんぶきょうのすけ、1195年（建久6年）- 没年不詳）は、鎌倉時代前期の女流歌人。藤原定家の娘、藤原因子（ふじわらのいんし/よるこ）。母は藤原実宗の娘。

## 経歴
1205年（元久2年）より後鳥羽院に出仕。承久の乱以降は、安嘉門院に出仕。1229年（寛喜元年）、九条竴子（後に藻璧門院）付の女房として後堀河天皇の内裏に出仕し、後に典侍となる。1233年（天福元年）出家。『新勅撰和歌集』以降の勅撰集、歌合、家集等に作品を残している。

## 逸話
- 1205年（元久2年）、十歳頃に日吉社百日の参籠を行っている[1]。この後、後鳥羽院への出仕を始めるので、そのための願掛けをしたと考えられている[2]。
- 亡き藻璧門院が人の夢に現れて歌を詠むというできごとがあった[* 2]。また、同じ女院の夢告によって、女房達が嵯峨の釈迦如来に参詣するようになったと、父定家に報告している[3]。

## 作品
勅撰集
| 歌集名         | 作者名表記         | 歌数 | 歌集名         | 作者名表記         | 歌数 | 歌集名         | 作者名表記         | 歌数 |
| -------------- | ------------------ | ---- | -------------- | ------------------ | ---- | -------------- | ------------------ | ---- |
| 千載和歌集     |                    |      | 新古今和歌集   |                    |      | 新勅撰和歌集   | 典侍因子           | 2    |
| 続後撰和歌集   | 後堀河院民部卿典侍 | 7    | 続古今和歌集   | 後堀河院民部卿典侍 | 2    | 続拾遺和歌集   | 後堀河院民部卿典侍 | 5    |
| 新後撰和歌集   |                    |      | 玉葉和歌集     | 後堀河院民部卿典侍 | 2    | 続千載和歌集   | 後堀河院民部卿典侍 | 1    |
| 続後拾遺和歌集 | 後堀河院民部卿典侍 | 1    | 風雅和歌集     | 後堀河院民部卿典侍 | 1    | 新千載和歌集   | 後堀河院民部卿典侍 | 1    |
| 新拾遺和歌集   | 後堀河院民部卿典侍 | 2    | 新後拾遺和歌集 |                    |      | 新続古今和歌集 |                    |      |

定数歌・歌合
| 名称                       | 時期                      | 作者名表記 | 備考                                  |
| -------------------------- | ------------------------- | ---------- | ------------------------------------- |
| 中宮和歌会                 | 1232年（貞永元年）6月25日 |            |                                       |
| 大殿七首歌合               | 1232年（貞永元年）7月10日 |            |                                       |
| 光明峰寺入道摂政家十首歌合 | 1232年（貞永元年）7月     | 民部卿典侍 | 九条基家と番い勝3負2持5（負3持4とも） |
| 名所月歌合                 | 1232年（貞永元年）8月15夜 | 民部卿典侍 | 九条道家と番い負2持1                  |

私家集
- 『民部卿典侍集』
  - 続群書類従 16下 和歌部 第四四九、私家集大成3（契沖筆三手文庫蔵本）等。
  - 83首。主人だった藻璧門院を失ったことによる哀悼歌集的な性格の小歌集。